# Arnauld Michel d'Abbadie d'Arrast
Pour les articles homonymes, voir Abbadie.
Pour les autres membres de la famille, voir famille d'Abbadie d'Arrast.
Arnauld Michel d'Abbadie d'Arrast, né le 24 juillet 1815 à Dublin et mort le 13 novembre 1893 à Ciboure, est un explorateur français connu pour ses voyages en Éthiopie avec son frère aîné Antoine d'Abbadie d'Arrast. Arnauld est géographe, ethnologue, linguiste, familier des polémarques abyssins et témoin actif de leurs batailles et de la vie de leurs Cours. Il est l'auteur de Douze ans de séjour dans la Haute-Éthiopie.

## Biographie familiale
Le père d'Arnauld, Michel Arnauld d'Abbadie (1772-1832), mort à Paris du choléra, descend d'une ancienne famille d'abbés laïcs d'Arrast, commune du canton de Mauléon. En 1791, pour éviter les suites de la Révolution, Michel Arnauld émigre d'abord en Espagne, puis en Angleterre et Irlande ou il est armateur et fait l'importation de vins d'Espagne. Il épouse Eliza Thompson of Park (1779-1865), fille de médecin, le 18 juillet 1807 à Thurles dans le comté de Tipperary.
Arnauld d'Abbadie, né le 15 juillet 1815 à Dublin, est le quatrième enfant et deuxième fils d’une fratrie de six enfants :
- Elisa (1808-1875), qui épouse Alexandre Glais-Bizoin ;
- Antoine (1810-1896) ;
- Celina (1811-1894), religieuse ;
- Arnauld Michel (1815-1893) ;
- Juilia (1820-1900), qui épouse Bernard Cluzeau de Cléran ;
- Charles (1821-1901), qui épouse Marie-Augustine-Émilie-Henriette Coulomb

Les trois frères
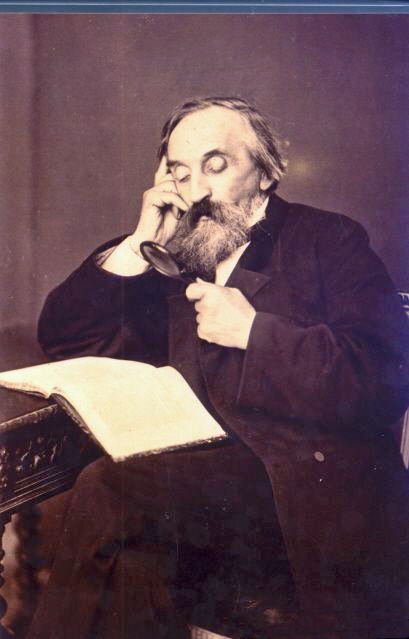
Antoine (ca. 1880)
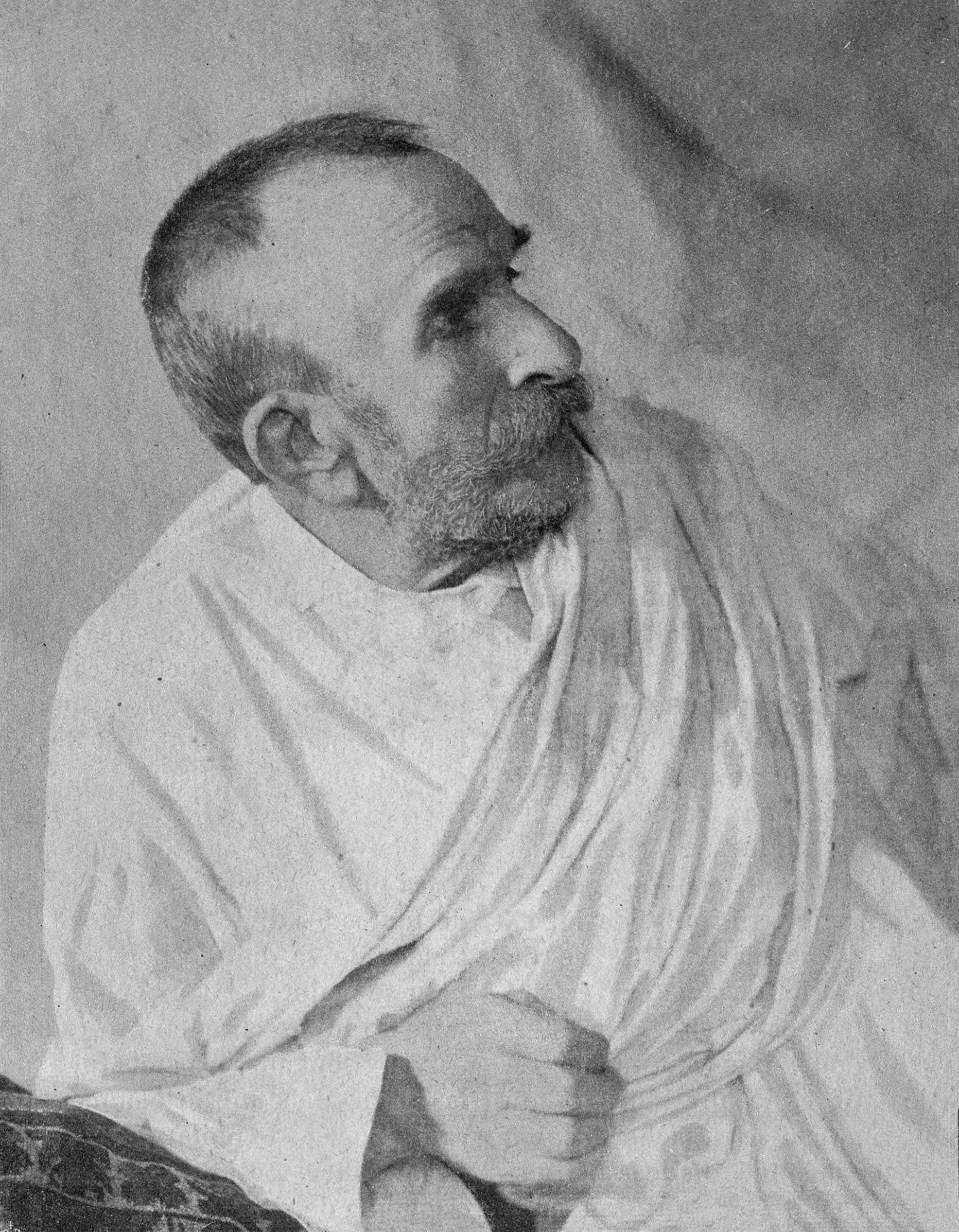
Arnauld (c 1880)
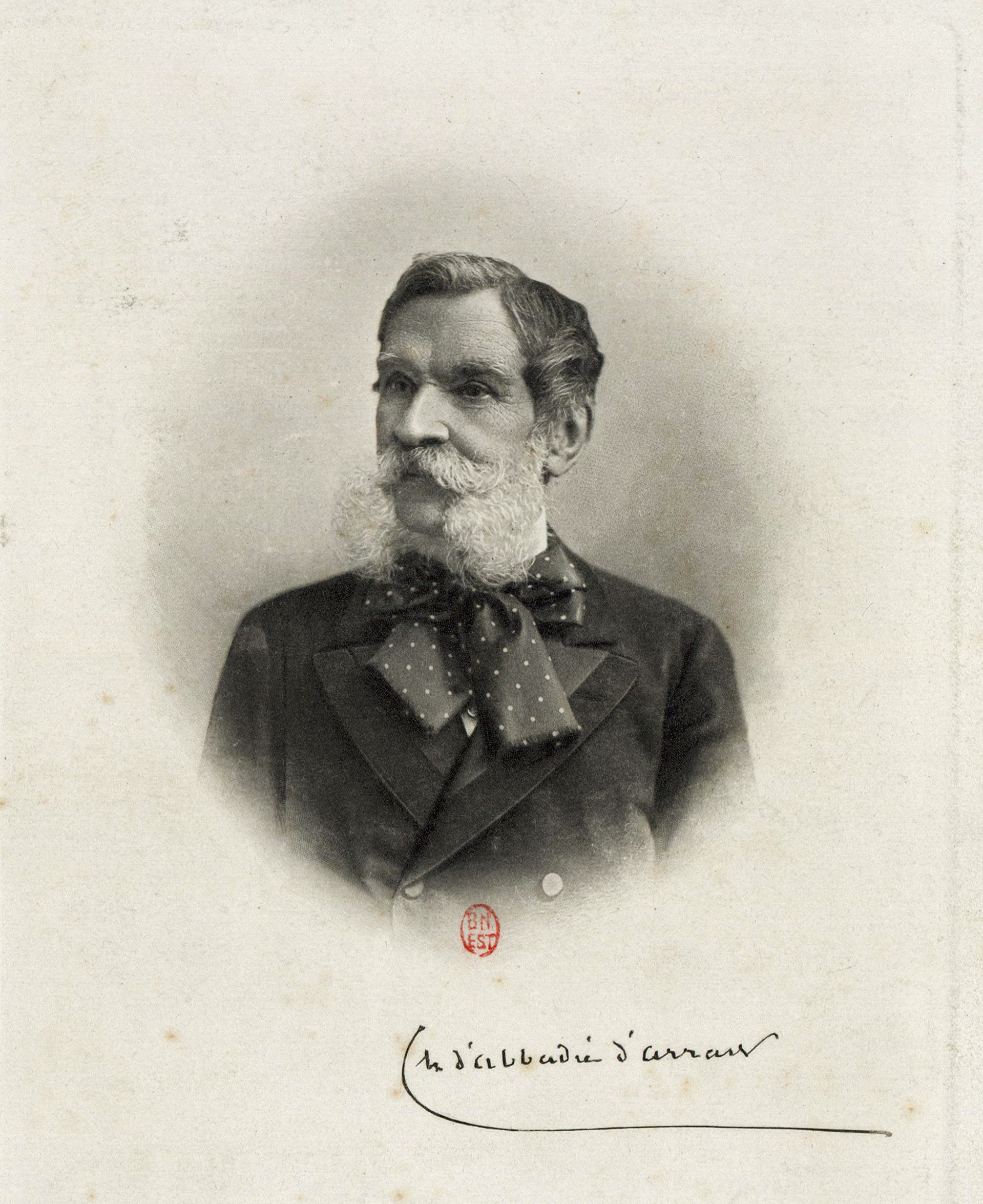
Charles (ca. 1870)

Les deux sœurs
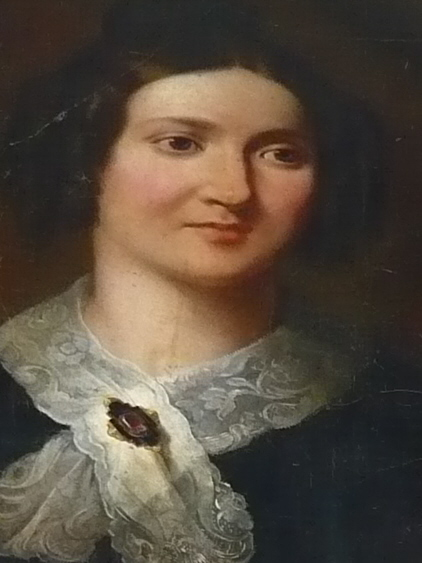
Célina (ca. 1830)
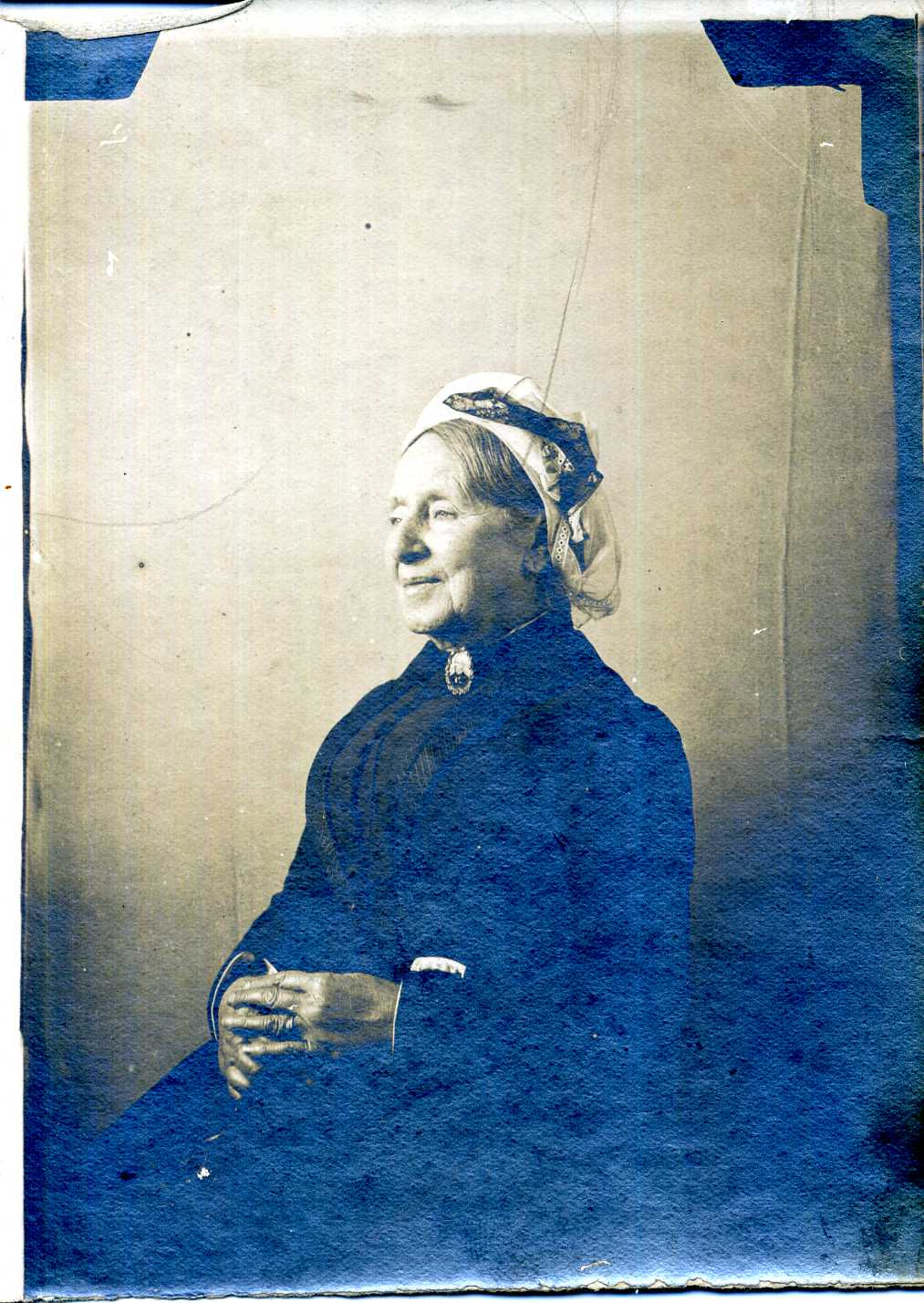
Julia (ca. 1880)

Le père d'Antoine, rentré en France en 1820, avait obtenu de Louis XVIII l'adjonction de d'Arrast à son nom patronymique d'Abbadie. Antoine avait fait des recherches généalogiques ; ses ancêtres n'étaient pas nobles et il refuse d'ajouter d'Arrast à son nom patronymique. C'est seulement en 1883 qu'Arnauld, Charles et son fils Arnauld Michel ont demandé à ajouter légalement d'Arrast à leur nom patronymique.

### 1815-1836
Jusqu'à l'âge de douze ans, Arnauld, comme son frère Antoine, est éduqué au sein de sa famille par une gouvernante. Puis, il entre au Lycée Henri-IV à Paris. Arnauld a une très grande facilité pour les langues. Il parle parfaitement l'anglais, le latin et le grec.

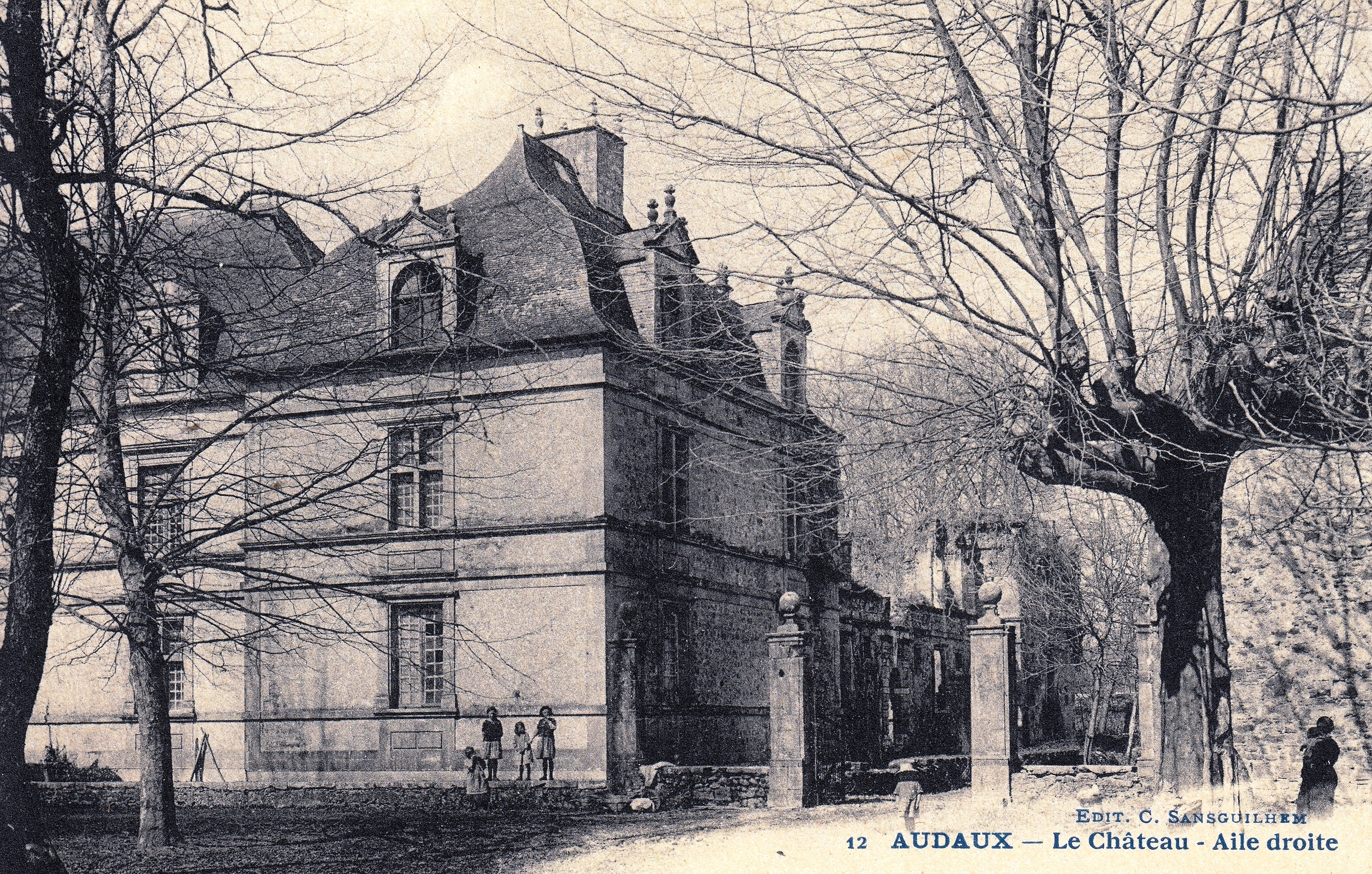
Audaux - le château

Vers l'âge de vingt ans, Arnauld veut être militaire, car à cette époque, la colonisation de l'Algérie le passionne. Cependant, sa mère s'oppose formellement à ce qu'il se dirige vers une carrière militaire.
Pour calmer ses ambitions, elle l’envoie à Audaux au Pays basque, sur les terres de ses aïeux. Arnauld parcours le Pays basque et apprend le basque. Il est très proche de son frère Antoine et une anecdote illustre leur complicité fougueuse, qui prend tout son ampleur lors de l'exploration de l'Abyssinie : ils habitent le château d'Audaux et un jour, impatient d'attendre le bac qui de Laàs fait passer les voyageurs d'un bord à l'autre du gave, ils se jettent à l'eau, tout habillés, puis, après l'avoir traversé, courent, ruisselants d'eau jusqu'au château.
La guerre civile (carlisme) vient d'éclater en Espagne et beaucoup de Basques partent pour rejoindre Tomás de Zumalacárregui. Arnauld est sur le point de partir lui-même quand un ami, officier de l'armée, lui propose une mission civile en Algérie. Sans surprise, l'exécution de tâches administratives l'ennuie profondément et après quelques mois il quitte l'Algérie pour retourner en France.
Puisque le respect filial lui interdit de servir son pays par les armes et qu’il veut vivre une vie d'action, Arnauld décide de porter le bon renom de la France autrement. Il connait le projet de son frère aîné d'explorer l'Abyssinie et il décide de l'accompagner avec comme but découvrir « les sources du Nil ».
Depuis novembre 1836 Antoine est en mission scientifique au Brésil ; il mesure les variations diurnes du champ magnétique terrestre à la demande de François Arago. Il accepte la proposition de son frère, qui part immédiatement pour l'Égypte pour préparer l'expédition. Antoine est de retour en France en septembre 1837 ; il dépose ses observations à l'Académie des sciences, puis, le 1er octobre il embarque à Marseille, avec son matériel scientifique, un secrétaire et un serviteur, pour l'Égypte.

### Exploration de l'Abyssinie (1837-1849)
L'exploration de l'Abyssinie, largement inconnue des européens du XIXe siècle, va occuper Antoine et Arnauld pendant douze ans.

#### Contexte du voyage
Le début du XIXe siècle marque l'essor de l’exploration de l’Afrique par les pays européens en quête d'empires coloniaux. Au début, on se limite à la reconnaissances des grands fleuves. La  géographie, la géodésie, la géologie et l’ethnographie de vastes régions africaines restent totalement inconnues, ainsi le triangle : Harar-Magadoso-Cap Guardafui de la Corne de l'Afrique est blanc sur les cartes de 1840.
Le territoire à explorer est énorme. Les frères d'Abbadie se limitent à l’Abyssinie, dont les quatre provinces représentent plus de 300 000 km2. Les conditions de pénétration sont extrêmement difficiles : 
- les querelles ethniques sont permanentes ; des alliés fidèles d'un jour peuvent devenir des ennemis acharnés le lendemain. Les historiens l'appellent l’Ère des princes ou  le Zemene Mesafent ;
- les guerres religieuses sont monnaie courante (catholiques, protestants, musulmans, coptes, animistes, juifs) ;
- les barrages linguistiques sont nombreux (l’alphabet éthiopien comporte 267 caractères avec une trentaine de langues et dialectes) ;
- les maladies endémiques sont nombreuses : typhus la lèpre, les ophtalmies ;
- la suspicion des puissances coloniales entrave les recherches : Anglais, Italiens, Allemands ou Turcs soupçonnent les frères d'Abbadie d'être des espions[N 1].

Antoine et Arnauld d'Abbadie ne vont pas en Éthiopie comme simples « touristes ». Ils ont des objectifs bien précis :
- pour Arnauld c'est la recherche de la source du Nil ;
- pour Antoine c'est d'abord avec un but scientifique. Il veut cartographier le pays, faire des mesures géodésiques et astronomiques. Il invente des techniques nouvelles et les cartes qu'il produit sont surpassées uniquement par l'arrivée de la photographie aérienne et satellitaire ;
- les deux frères sont des catholiques fervents, issus d'une famille d'abbé laïcs. Antoine le dit lui-même, sans les événements de 1793, il signerait : « Antoine d’Abbadie, abbé lai d’Arrast en Soule ». On peut voir en eux des croisés scientifiques. Ils vont aussi dans les montagnes éthiopiennes pour aider la religion chrétienne en déclin, menacée par un Islam conquérant[5] ;
- pour voyager dans ce pays hostile il est nécessaire d'en connaître les us et coutumes. Avant de quitter la France ils se sont renseigné au mieux et une fois sur place, leurs observations ethnologiques, linguistiques, politiques sont de la première importance ;
- pour Arnauld c'est un projet qui prend forme au fur et à mesure de son implantation dans la vie politique. Il veut reconstituer l'ancien empire chrétien d'Éthiopie aux dépens de l'occupation musulmane. En plus, il veut lier ce futur État à la « protection » de la France et ainsi contrecarrer la colonisation britannique dans l'Afrique de l'est.

#### Le séjour en Abyssinie
Les deux frères connaissent les langues et surtout les mœurs locales. Leurs caractères sont très différents :
- Antoine, le scientifique, est le plus conciliant en apparence, mais par persévérance et patience il obtient ce qu'il veut. Il porte les habits et les allures des Éthiopiens voués à l'étude, un memhir. Il marche pieds nus, car seuls les lépreux et les Juifs portent des sandales. Il travaille assidument à « s'asçavanter » et bientôt on l'appelle « l'homme du livre » ;

|  |

| - « Ras Mikaël » |

| - Bouclier d’apparat d'Arnauld |

- Arnauld utilise ses connaissances pour se démarquer de la population. Il est connu de tous comme un homme juste, honnête et fidèle. Il tisse des liens avec les princes et des seigneurs de la guerre, participe à des batailles, frôle la mort à maintes reprises et s'en sort grâce à un courage exceptionnel. Il se forge une réputation de devin et de conseiller, mais il est surtout l'ami et le confident de Dedjadj Guscho, prince de Godjam, qui le considère comme son fils et lui donne le titre honorifique de ras, équivalent de duc dans la noblesse européenne. Arnauld est connu comme « ras Mikaël » (le premier nom d'Arnauld est Michel et il a choisi le nom Mikaël, plus familier aux éthiopiens).

En 1987 Berhanou Abebe publie des vers, des distiques, datant de l’Ère des princes, qui font référence à Arnauld (« ras Mikaël » ) : « Je n’ai pas même de provisions à leur offrir, / Que la terre me dévore à la place des hommes du ras Mikael. / Est-ce maladresse de gaufreur, ou faute de basane / Que le fourreau du sabre de Mikael ne soit garni de pompon ? ».
Antoine d'Abbadie arrive en Égypte vers le 16 octobre et rejoint son frère Arnauld qui se trouve déjà au Caire. En décembre 1837 les deux frères, en compagnie du père Sapeto, partent pour Massaoua, le port d'entrée de l'Abyssinie. Après des difficultés avec un « seigneur de guerre » local, Arnauld et Antoine traversent le Tigré et arrivent à Gondar le 12 février 1838.
Dès qu'Antoine commence son travail de géodésie et cartographie il se rend compte que ses instruments ne sont pas adaptés pour un travail de précision ; il doit retourner en France et obtenir des instruments adéquats. Il embarque à Massaoua en juillet 1838 et est de retour vingt mois plus tard en février 1840.
Pour des raisons tactiques Arnauld et Antoine décident de voyager chacun de leur côté. En fait, pendant leur long séjour Arnauld et Antoine ont passé peu de temps ensemble. Les deux frères s'écrivent souvent, envoient des messagers, font parfois des marches de plusieurs jours pour ne passer que quelques heures ensemble. L'unique événement qui les réunit est l'expédition d'Ennarea au royaume de Kaffa à la recherche de la source du Nil blanc.
Dans l'exploration de l'Abyssinie, Arnauld prépare le terrain pour Antoine : première visites et démarches auprès des seigneurs locaux etc, puis Antoine fait son travail tranquillement. Les travaux scientifique d'Antoine sont décrits dans l'article Les travaux d'Antoine d'Abbadie et les aventures d'Arnauld ci-dessous. Après avoir collecté des informations de valeur concernant la géographie, la géologie, l'archéologie et l'histoire naturelle de l'Éthiopie, les frères retournent en France en 1849.

### 1850-1893
Le 26 juillet 1850 Antoine et Arnauld d'Abbadie d'Arrast reçoivent la médaille d'or de la Société de Géographie.
Le 27 septembre 1850, les deux frères sont faits chevaliers de la Légion d'honneur.
Arnauld voyage relativement peu après 1853. Il est avec l'expédition française en Syrie lors des massacres des maronites en 1860, puis à Chypre, au Caire, à Beyrouth et finalement à Jérusalem, où il veut fonder, à ses frais, un asile pour les pèlerins éthiopiens qui se rendent dans cette ville.

#### Deuxième mariage et enfants
Arnaud épouse une américaine, Élisabeth West Young, le 29 décembre 1864. De cette union naissent neuf enfants :
- Anne Élisabeth (1865-1918) ;
- Michel Robert (1866-1900) ;
- Thérèse (1867-1945) ;
- Ferdinand Guilhem (1870-1915)[Note 5] ;
- Marie-Angèle (1871-1955) ;
- Camille Arnauld (1873-1968) ;
- Jéhan Augustin (1874-1912) ;
- Martial (1878-1914) ;
- Marc Antoine (1883-1914).

Élisabeth West Young
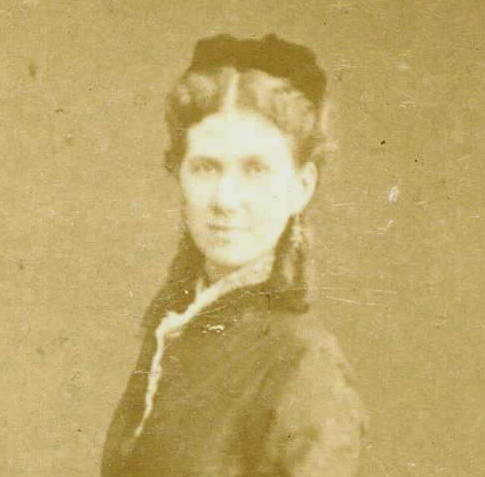
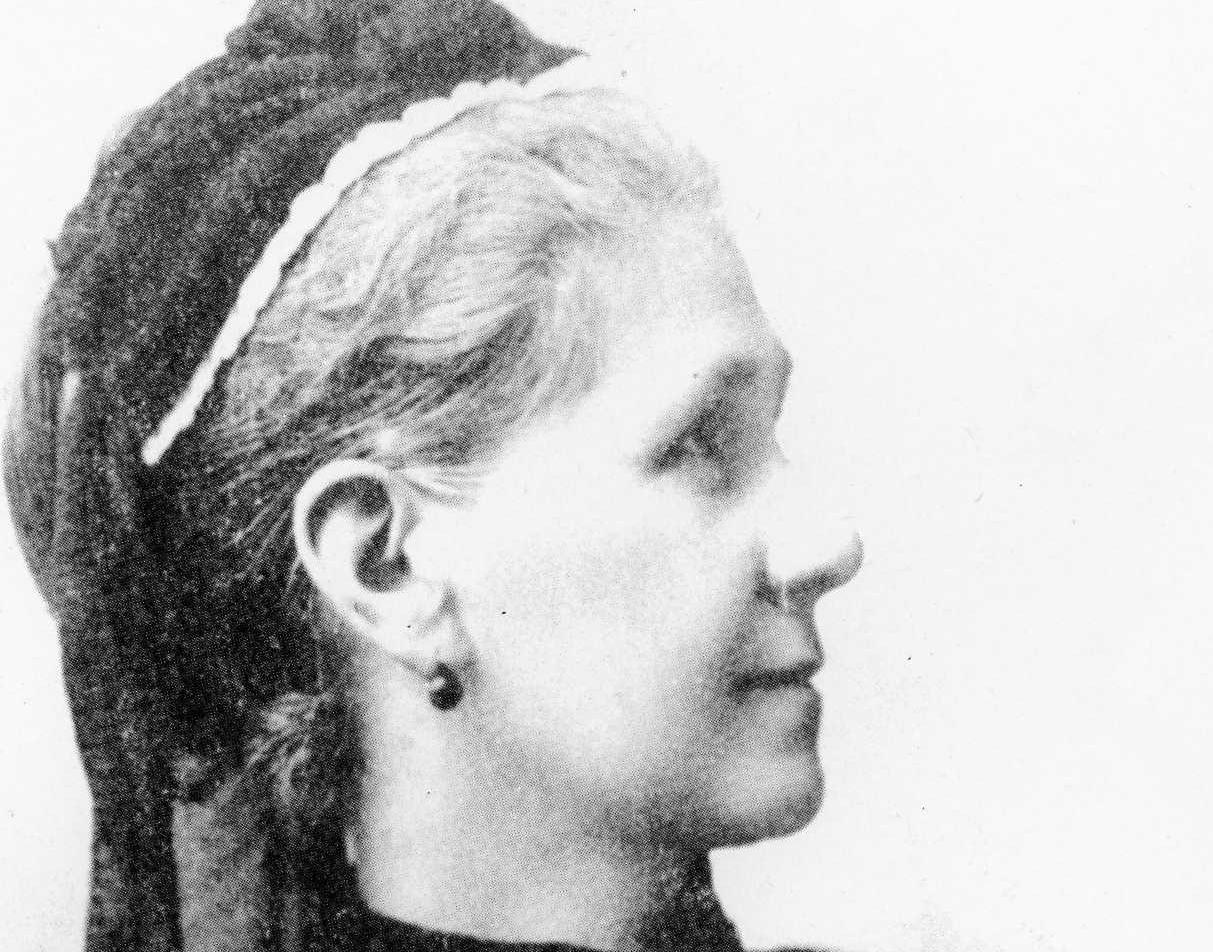
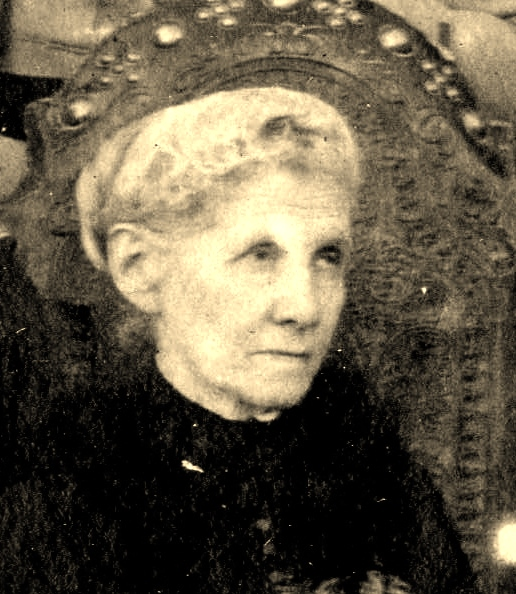

Avec son mariage, c'est la fin des grandes voyages. Arnauld se consacre à sa famille. Malheureusement c'est aussi la rupture définitive avec son frère Antoine (voir La brouille entre Antoine et ses frères pour les détails).
Son salon, rue de Grenelle, est un rendez-vous régulier pour des hommes intelligents et instruits, mais Arnauld déteste les mondanités et il quitte Paris avec sa famille pour retourner au Pays basque. Il fait édifier le château d'Elhorriaga à Ciboure par l'architecte Lucien Cottet (le château est occupé par le Wehrmacht pendant la Seconde Guerre mondiale et est détruit en 1985 pour faire place a un projet immobilier).

#### À Ciboure
| - Château d'Elhorriaga |

À Ciboure il est rapidement entouré d'une réputation d'homme charitable, mais il reste toujours discret.
Le premier tome de la relation des voyages en Éthiopie est publiée par Arnauld en 1868 sous le titre de Douze ans de séjour dans la Haute-Éthiopie. Il relate la période 1837-1841. Les trois tomes suivants ne sont pas publiés de son vivant. Le tome 1 a été traduit pour la première fois en 2016 en langue éthiopienne et le tome 2 en 2020 par la journaliste Guenet Gruenberg.
Arnauld n'oublie pas son patriotisme et en 1870 il tente de constituer une compagnie franche et de la conduire pour faire échec à l'invasion. Son appel est entendu et la compagnie est sur le point de partir quand l'armistice est signé le 28 janvier 1871.
À l'époque des décrets d'expulsion des congrégations en 1880, Arnauld met sa maison, située à quelques kilomètres de la frontière espagnole, au service des victimes de ces lois sectaires. Les Pères de la Compagnie de Jésus sont surtout ses hôtes.
Arnauld meurt le 8 novembre 1893 à la suite d'un accident de fiacre survenu en 1890, où le cocher et cheval trouvent aussi la mort. Il repose au cimetière de Ciboure. La photographie en habits éthiopiens est prise peu avant sa mort.

Tombeau de la famille d'Abbadie d'Arrast à Ciboure
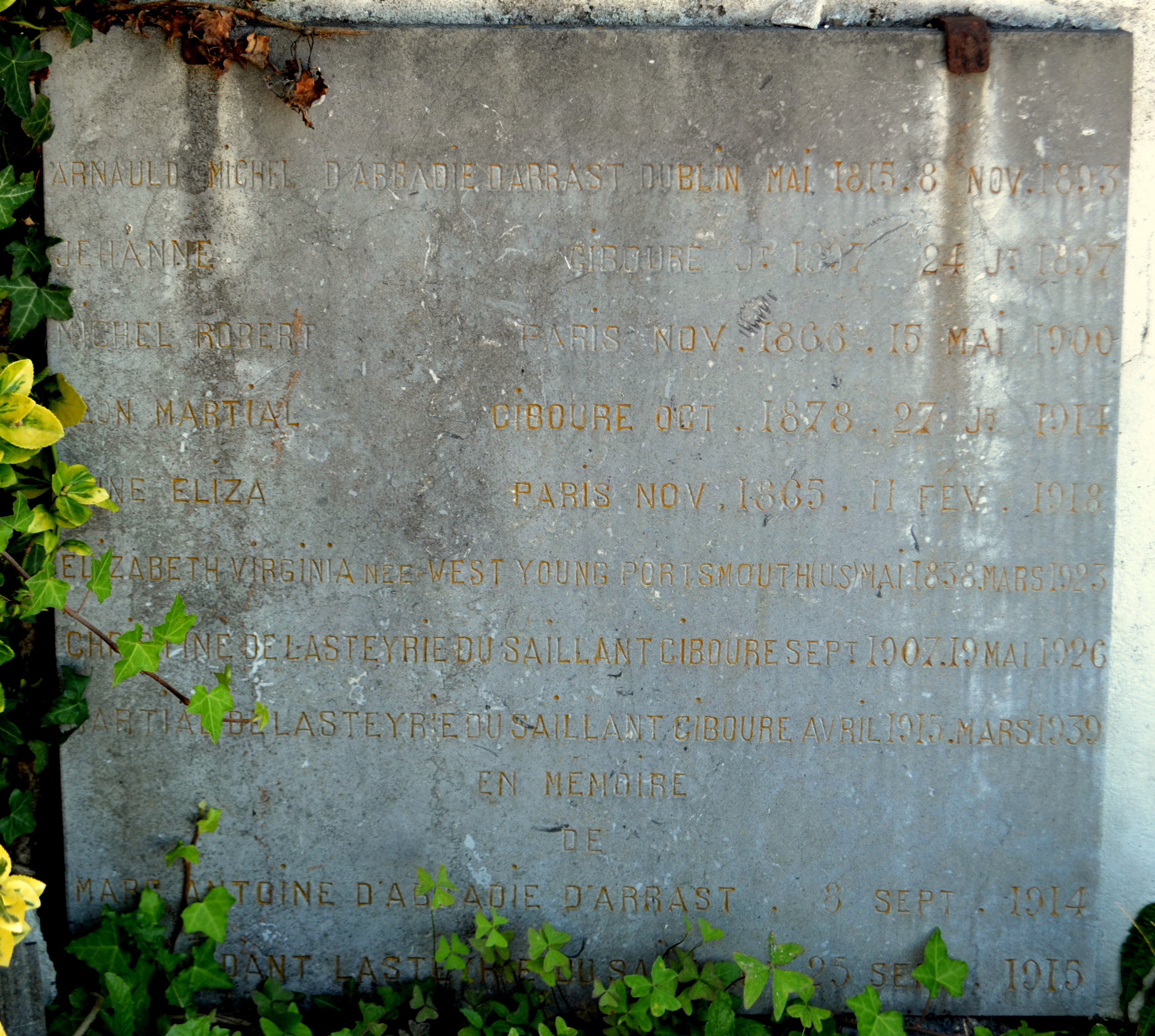
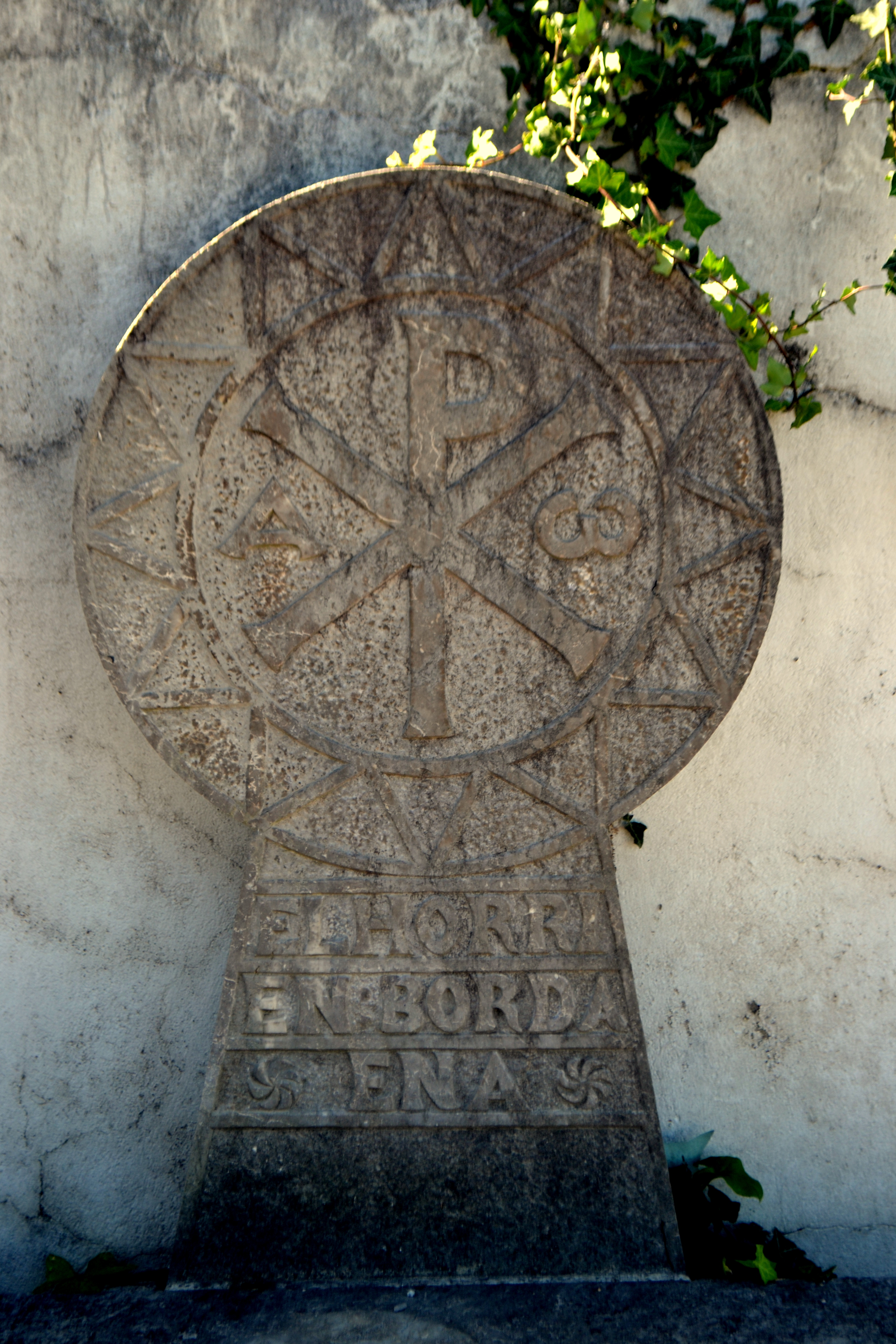
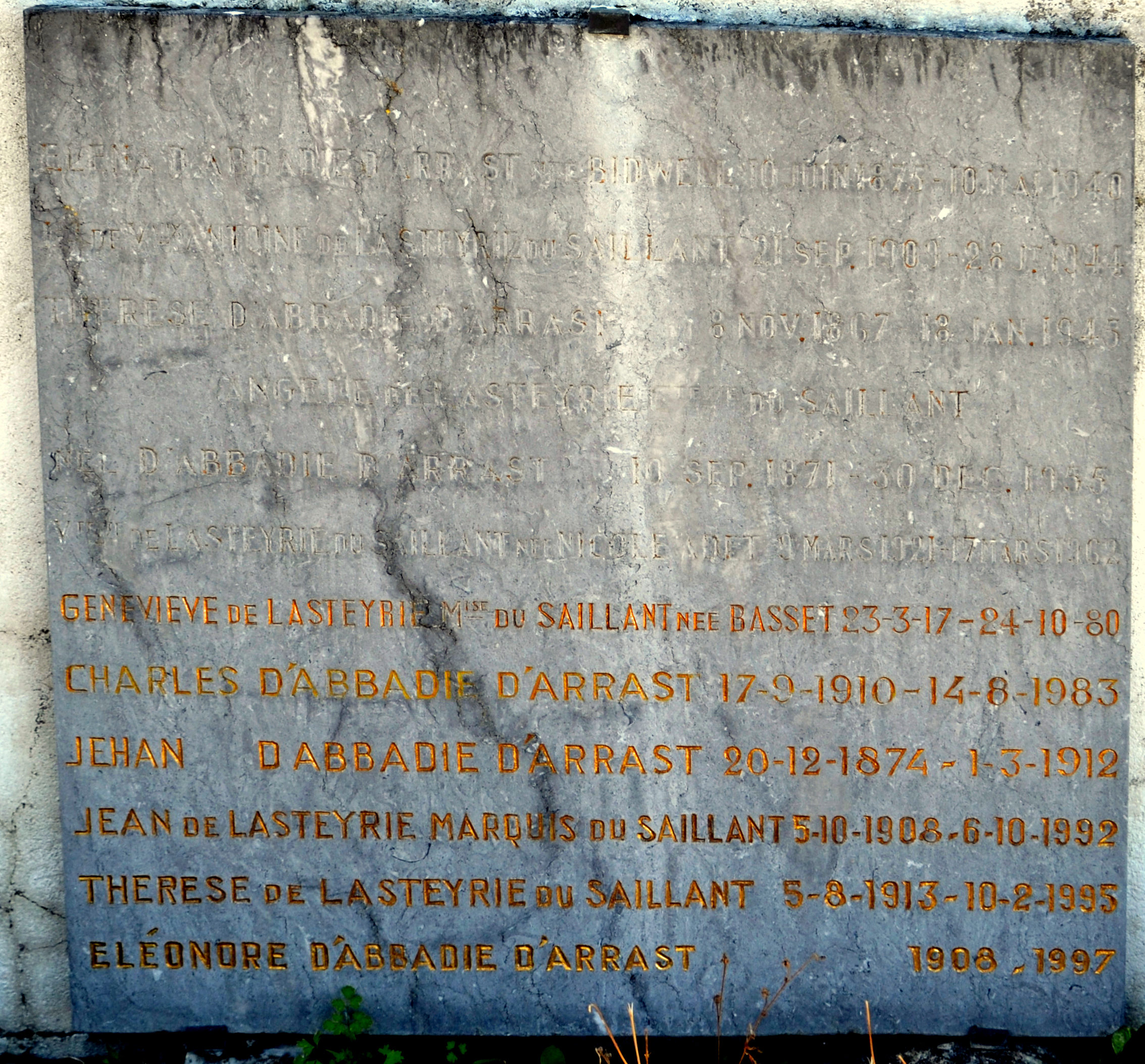
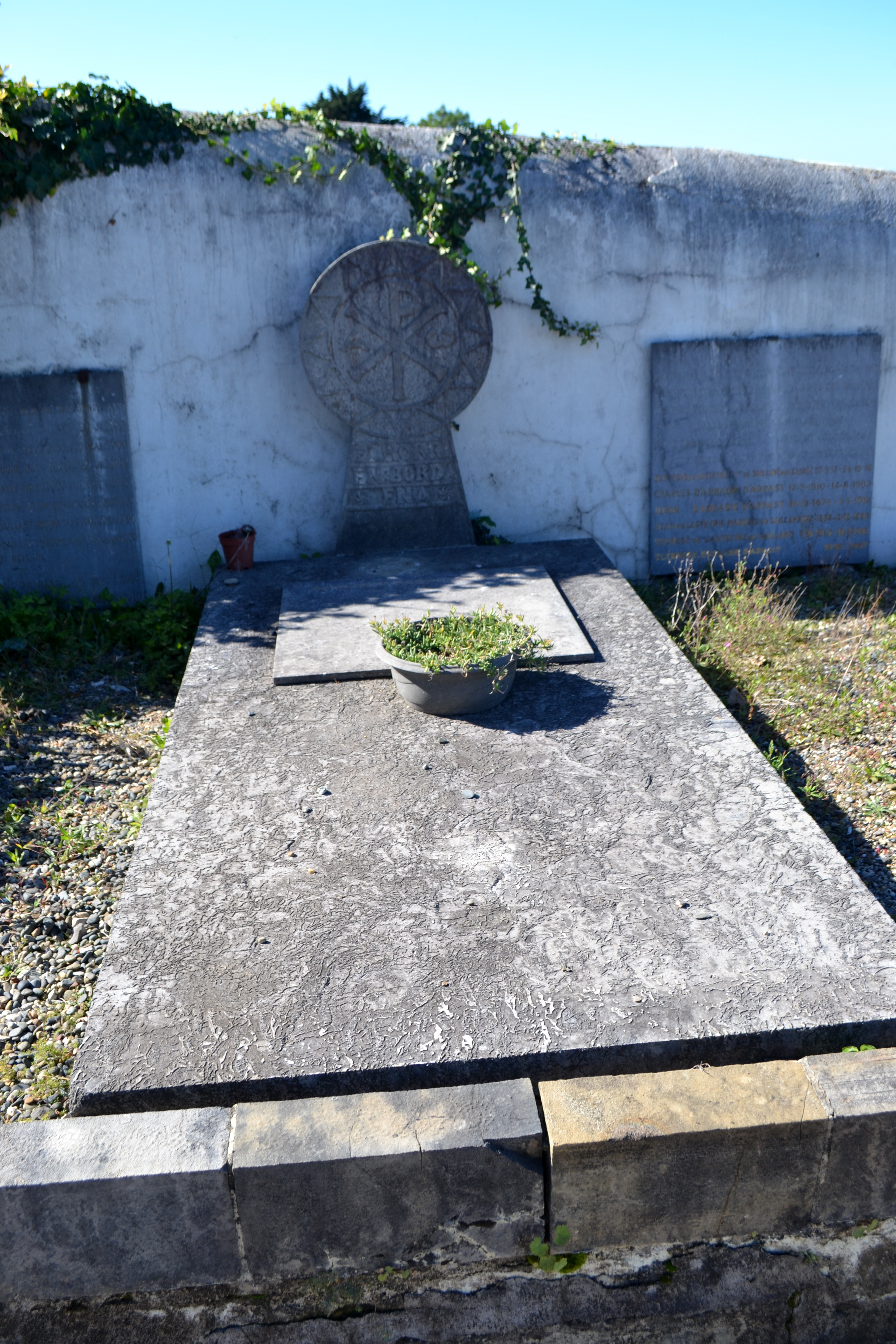

## Le retour en Éthiopie
Arnauld n'est pas revenu en France pour quitter l'Éthiopie, mais en mission. Il veut achever son projet de l'empire chrétien de l’Éthiopie avec Dedjadj Gouscha comme empereur, sous la protection de la France.
Il adresse son rapport au gouvernement par l'intermédiaire du duc de Bassano. Ce dernier répond favorablement et, sans mission officielle, Arnauld est chargé de porter, au nom de la France, à Guoscho, des cadeaux diplomatiques destinés à favoriser une alliance. Arnauld veut repartir.

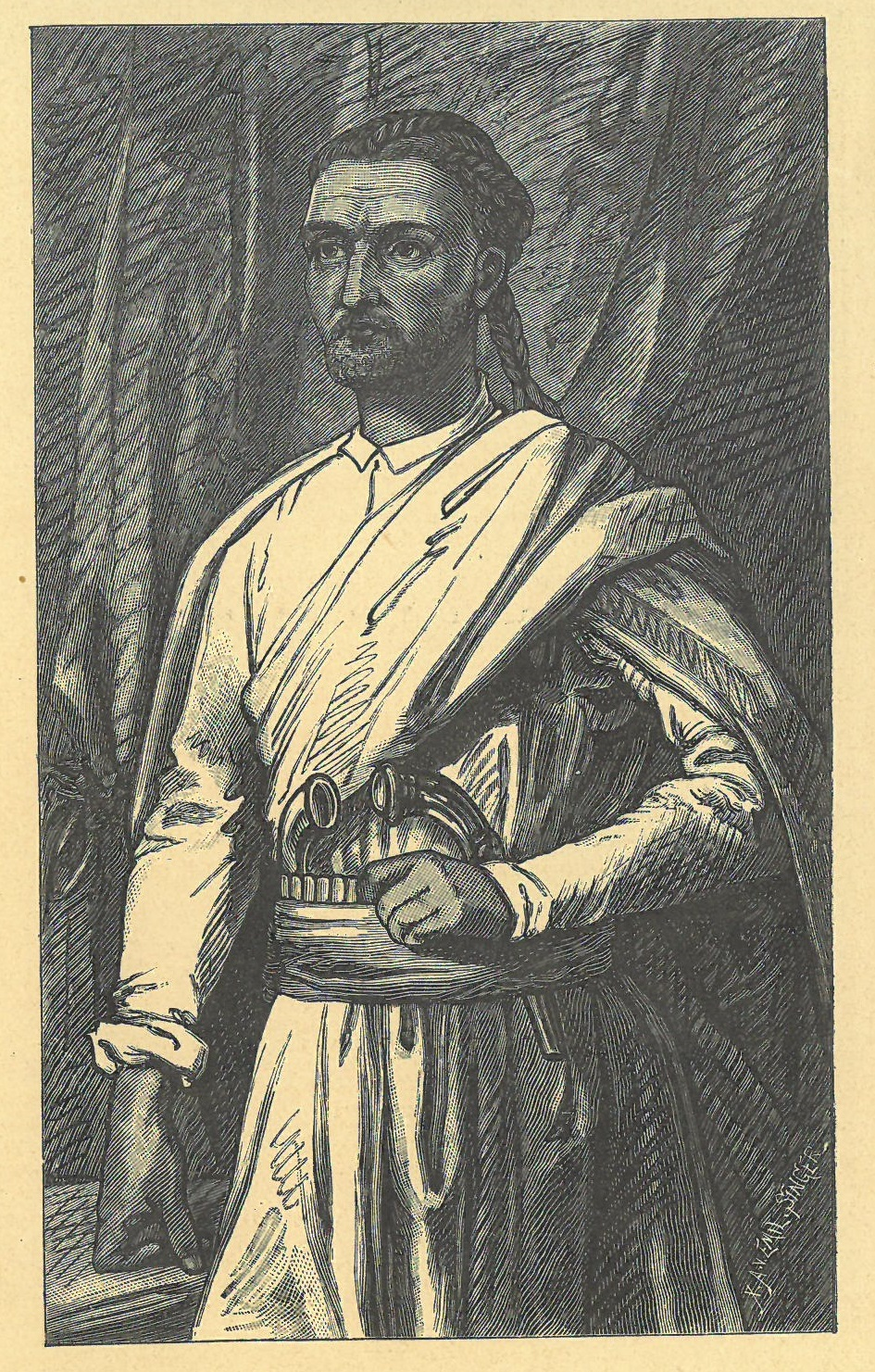
Kassa Hailou, le futur Téwodros II.

La mère d'Arnauld, inquiète de ce retour, fait promettre à son fils de ne pas traverser le Tekezé, un sous-affluent du Nil noir à la frontière ouest du Tigré. Elle veut qu'il reste dans une région d'où il peut facilement gagner la mer pour retourner en France.
À peine débarqué à Massaoua, la nouvelle du retour du « Ras Mikaël » se répand ; ses anciens soldats lui font un triomphe ; le Dedjadj Guoscho attend de revoir son ami avec impatience. Malheureusement, Guoscho est de l'autre côté du fleuve dans le Godjam. Arnauld tient sa promesse et de ce fait ne peut rejoindre Guoscho. Ils échangent de nombreuses lettres, mais Arnauld reste fidèle à son serment.
En novembre 1852, la bataille de Gour Amba se solde avec la mort de Dedjadj Guocho et la victoire de Kassa Hailou, le futur Téwodros II.
Pour Arnauld, c'est une catastrophe ; il a perdu un très cher ami. Son espoir de bâtir un empire chrétien se volatilise avec lui. Désespéré, il retourne en France à la fin de décembre 1852.
Sa dernière tentative de lier la France et l’Éthiopie date de 1863. Les Anglais sont omniprésents dans la région (Soudan, Aden, Somalie) et visent à prendre l’Éthiopie sous leur protection. Le Négus est prêt à résister à l'offre des Anglais si la France lui envoie une aide militaire. Arnauld demande audience à Napoléon III pour exposer les avantages à en attendre pour la France. L'empereur l'écoute poliment, mais pour des questions d'alliances signées avec Angleterre, il refuse d'intervenir. En 1868 l'expédition britannique en Éthiopie met l'Éthiopie sous protection de l'Empire britannique.

## La mission catholique en Abyssinie
L'Église chrétienne éthiopienne est de rite eutychéène (Église des trois conciles), que Rome considère schismatique. La mission jésuite d'Éthiopie a débuté en 1554 avec comme but de ramener l'Église orthodoxe éthiopienne dans le sein de l'Église de Rome. Elle est un échec et s’achève en 1633 avec l'expulsion, pendaison ou décapitation des derniers missionnaires. Au début du XIXe siècle des missions protestantes commencent à s'introduire en Éthiopie.
Le père Sapeto, lazariste de la mission de Syrie, qui rejoint Antoine et Arnauld d'Abbabie au Caire en 1837 veut devenir missionnaire en Éthiopie et, peut-être fonder une mission catholique ou mourir en martyr. Il voyage de Massaoua à Adoua avec Arnauld d'Abbadie, et suivant les conseils d'Arnauld, obtient d'un tribunal religieux l'autorisation de rester à Adoua pour apprendre la langue et les us et coutumes du pays.
Quand Antoine d'Abbadie retourne en Europe, en juillet 1837, le père Sapeto lui donne des lettres pour le cardinal Fransoni, préfet de la congrégation pour l'évangélisation des peuples, demandant l'aide du Vatican pour constituer sa mission. Les lazaristes Justin de Jacobis et Montuoro rejoignent le père Sapeto ; la mission lazariste est fondée.
Le 9 mars 1845 Antoine d'Abbadie, dans une lettre adressée au cardinal Fransoni, propose l'institution d'une mission auprès de la population Oromos de la corne de l'Afrique. La proposition est approuvée par le Pape de 1er mars 1846 et Guglielmo Massaia est nommé vicaire apostolique d'Oromos,,.
L'acceptation de ces missions par les ecclésiastiques éthiopiens et les gouverneurs des provinces est due aux interventions d'Arnauld le « Ras Mikaël », sans lesquelles rien n'aurait été possible. Les frères d'Abbadie ont aussi contribué financièrement à l'établissement des missions et en 1881 Antoine d’Abbadie est promu commandeur de l’ordre de Saint-Grégoire-le-Grand.

## Les sources du Nil
Depuis des millénaires la question de l'origine des eaux qui alimentent le Nil égyptien taraude les géographes. Depuis l'Antiquité on sait que le Nil résulte de la confluence de deux rivières près de Khartoum au Soudan, le Nil Bleu et le Nil Blanc. L'origine de ces deux rivières reste un mystère jusqu'au XVIIIe siècle. Le but des frères d'Abbadie est de trouver la source du Nil blanc, que certains géographes (en particulier Joseph-Pons d'Arnaud) pensent être dans le royaume de Kaffa.

### Le Nil Bleu

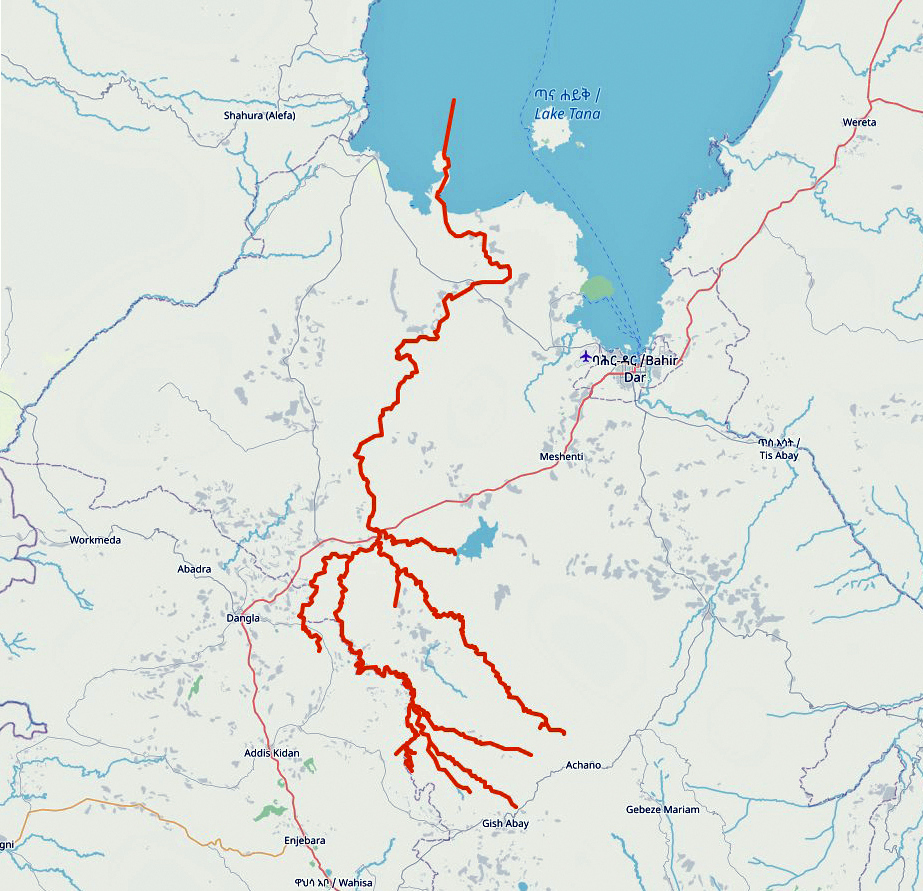
Nil bleu à partir de Gish Aber
Carte interactive

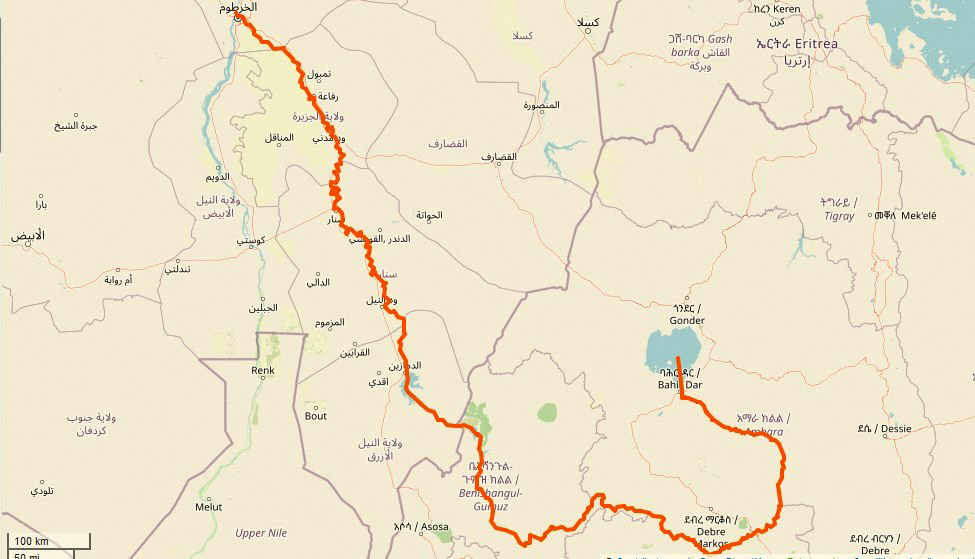
Le Nil bleu après le lac Tana
Carte interactive

La source du Nil bleu est trouvé par le moine portugais Pedro Páez, en 1618 et visité par l'explorateur écossais James Bruce en 1770. La rivière prend sa source près de Gish Abay, à 100 kilomètres au sud-ouest du lac Tana, traverse le lac avec un courant sensible (comme le Rhône traverse le lac Léman), puis sort à Baher Dar et fait une grande boucle vers Khartoum.

En 1840-1841 (la date n'est pas précisée), Arnauld se trouve dans le voisinage de la source avec les troupes de Lidj Dori et il prend le temps de la visiter. Il est le troisième européen de se rendre sur le site. Il en donne donne une description assez sommaire. Arnauld attache peu d'importance à la nomination précise, plus au moins arbitraire, de la source d'une rivière avec des multiples affluents : 

« […] Mais je laisse ces questions, celles qui en découlent, et les théories qui les font naître, à ceux pour qui elles contiennent un intérêt de premier ordre ; ce qui m'importait avant tout dans ma visite aux sources célèbres de l'Abbaïe c'était l'étude des populations qu'il fallait traverser pour les atteindre. »

En juin-juillet 1844, Antoine est aux côtés de l'armée de Dedjadj Birro, (fils de Dedjadj Guoscho), qui veut faire soumettre deux provinces qui se trouvent près de la source. Naturellement, Antoine veut être le cinquième européen à visiter la source : « L'Œil de l'Abbaïe » (l'explorateur anglais mentionné par Antoine dans son récit est probablement Charles Beke, qui suivit le cours du Nil bleu depuis Khartoum). Birro lui donne un escorte de quinze lances pour le protéger dans une contrée hostile. Antoine donne une description détaillée de la source et des mesures géographiques qu'il fait.

### Le Nil blanc
Reste le Nil blanc et sa source. En avril 1844, Antoine publie ses idées et observations sur les rivières qui sont les affluents possibles pour le Nil blanc,,,,,,.
Antoine et Arnauld d'Abbadie pensent que la rivière Omo est l'affluent principal du Nil Blanc. Parce que la rivière Ghibie est l'affluent principal de l'Omo, ils considèrent la source de la Ghibie comme la source du Nil Blanc. Après avoir subi beaucoup de difficultés et dangers, le 15 janvier 1846, les deux frères parviennent à la source de la Ghibie dans la forêt de Babya au nord de Jimma. Ils plantent le drapeau français et boivent à la santé du roi Louis-Philippe Ier. Les coordonnées de la source sont :7° 56' 37.68" N, 36° 54' 183 E.
| - Rivière Gibe et ses affluents Carte interactive - Source de la rivière Gibe. Image interactive |

Malheureusement, leur hypothèse de base est fausse : l'Omo n'est pas un affluent du Nil blanc.
Dès l'annonce de la découverte par Antoine, son affirmation est contestée, notamment par l'explorateur anglais Charles Beke. Antoine d'Abbadie riposte, dès qu'il a connaissance de la communication de Beke.
La correspondance publiée entre Antoine d'Abbadie et Charles Beke est très feutrée, mais au vitriol. Beke analyse en détail les observations d'Antoine et indique un nombre d'erreurs ou inconsistances plausibles. Mais la situation entre les deux hommes est telle que Beke dit ouvertement qu'il croit qu'Antoine d'Abbadie n'a jamais fait son voyage au royaume de Kaffa et qu'il a tout inventé. En signe de protestation, Beke renvoie sa médaille d'or, décernée par la Société Géographique en 1846 pour son exploration du Nil bleu.
Une partie les critiques de Beke sont justifiées, car, plus tard, il s'avère que la source indiquée par Antoine et Arnauld devient la rivière Omo, qui termine dans le lac Turkana au Kenya et n'a rien à voir avec le Nil blanc ! Il semble que ni Antoine, ni Arnauld n’ont reconnu publiquement qu'ils se sont trompés.
Les raisons majeures qui amènent Beke à douter de la réalité du récit d'Antoine, autre que le rancœur d'un explorateur anglais face à un explorateur français qui prétend avoir trouvé ce qu'il a vainement cherché lui-même, sont liées à des questions de temps nécessaire pour négocier l'entrée dans le territoire d'un prince, les passages entre les territoires de Dedjads en guerre. Beke a connu ces difficultés lors de son exploration du Nil bleu en 1843 et il suppose d'Antoine aurait dû les connaître aussi. Mais Beke ignore totalement le rôle d'Arnauld, qui bénéficiait du respect de deux Dedjadjs, l'un l'ennemi de l'autre. L'influence d'Arnauld a considérablement facilité et accéléré toutes les négociations d'Antoine.
Les controverses sur « La Source du Nil blanc » durent longtemps. En 1862, John Speke affirme que le lac Victoria est la source. Ce qui est réfuté rapidement, car la source la plus distante des eaux du lac Victoria est celle du Ruvyironza au Burundi. Mais en 2005, la source la plus éloignée en suivant le cours du Nil Blanc est située dans la forêt de Nyungwe au Rwanda. Les propos d'Arnauld sur les recherches des sources ont gardé leur pertinence.

## En conclusion
Au bout de douze années en Éthiopie, que peut-on tirer comme bilan du séjour des frères d'Abbadie ?
Dans son roman Cinq Semaines en ballon, Jules Verne les cite comme membres du « Travellers Club ». Mais ils sont beaucoup plus que des voyageurs/explorateurs qui plantent un drapeau national, puis passent à autre chose. Certes, ils n'ont pas trouvé la source du Nil blanc, un de leurs buts, mais Arnauld est le troisième européen à fouler la source du Nil bleu et il en donne la description géographique la plus précise. Ce qu'ils pensent être la source du Nil blanc est la source de la rivière Omo, dont le parcours est seulement exploré de 1887 à 1897 par l'italien Vittorio Bottego.
Ce démi-échec est dérisoire par rapport à l'énorme quantité et qualité d'information qu'ils ramènent en France :
- des cartes de l'Abyssinie d'une précision inégalée pendant cent ans ;
- des études géodésiques des régions jusqu'alors inconnues ;
- le premier dictionnaire Amharique/français de 15 000 mots, un lexique de 40 000 mots des diverses langues éthiopiennes ;
- des manuscrits éthiopiens de tous les domaines : histoire, religion, lois — la quantité est énorme ; Arnauld estime qu'il fallait onze mules pour les porter ;
- l'installation d'une mission catholique après plus de deux siècles d'absence ;
- le grand projet de la renaissance de l'empire chrétien de l’Éthiopie, sous la protection de la France, qui a échoué, mais de peu.

La mémoire du « Ras Mikaël » reste vive en Éthiopie et presque un siècle plus tard, quand le fils de l'empereur Haïlé Sélassié Ier est en visite en France, la presse en parle.

## Écrits d'Arnauld d'Abbadie
Vers 1863, Arnauld écrit le premier tome de ses mémoires, qui est publié seulement en 1868 :
- Arnauld d'Abbadie, Douze ans dans la Haute-Éthiopie (Abyssinie), vol. 1, Paris, Hachette, 1868, 631 p. (lire en ligne sur Gallica).

Également disponible en facsimilé : « Douze ans dans la Haute-Éthiopie (Abyssinie), vol.1 », sur Wikisource
La première traduction en langue éthiopienne : (am) Arnauld d'Abbadie (trad. du français par Ganat ʼAyala ʼAnbasé), በኢትዮጵያ ከፍተኛ ተራሮች ቆይታዬ [« Douze ans de séjour dans la Haute-Éthiopie »], Addis-Ababa,‎ 2016 (1re éd. 1868), 448 p..
Ce premier tome couvre la période 25 décembre 1837 - 12 mai 1841. Les autres tomes ne sont pas publiés du vivant d'Arnauld d'Abbadie, sans doute liés à la profonde déchirure provoquée par son frère Antoine en 1864.
Les trois fragments suivants sont publiés en 1896. Ils sont inclus dans Douze ans dans la Haute-Éthiopie (Abyssinie), tome II (1983).
- Arnauld d'Abbadie, « L'Éthiopie chrétienne : fragments inédits (I) - Organisation religieuse du pays », Études, vol. 70,‎ 1897, p. 245-252 (lire en ligne sur Gallica).
- Arnauld d'Abbadie, « L'Éthiopie chrétienne : fragments inédits (II) - Religieux et anachorètes », Études, vol. 70,‎ 1897, p. 349-365 (lire en ligne sur Gallica).
- Arnauld d'Abbadie, « L'Éthiopie chrétienne : fragments inédits (III) - Légendes éthiopiennes », Études, vol. 70,‎ 1897, p. 624-632 (lire en ligne sur Gallica).

Les manuscrits et notes pour la suite (environ 6 500 pages de mémoires et 3 000 pages de textes et brouillons) restent dans sa famille après la mort d'Arnauld en 1893. C'est un de ses héritiers directs qui les vend à un éthiopisant mexicain, le père Alberto Rècon Gallardo en 1942. Ce dernier les conserve en lieu sûr pendant vingt ans, puis en 1962, les transfère au Mexique avec l'intention de les éditer. Mais il tombe gravement malade et les lègue à la Bibliothèque apostolique vaticane en 1965.
Une réédition du premier tome et la publication des trois autres tomes, basée sur les feuillets manuscrits conservés au Département des manuscrits de la Bibliothèque apostolique vaticane, sont publiés entre 1980 et 1999 :
- Arnauld d'Abbadie et Jeanne-Marie Allier (dir. et Introduction et notes) (préf. Joseph Tubiana), Douze ans dans la Haute-Éthiopie (Abyssinie), vol. 1, Rome, Città del Vaticano, coll. « Studi e Test » (no 286), 1980 (1re éd. 1868), 628 p. (ISBN 88-210-0516-X, présentation en ligne).

« Douze ans en Éthiopie, tome I : Table des matières », sur Torrossa : the online bookstore
- Arnauld d'Abbadie et Jeanne-Marie Allier (dir. et Introduction et notes), Douze ans dans la Haute-Éthiopie (Abyssinie), vol. 2, Rome, Città del Vaticano, coll. « Studi e Test » (no 287), 1980, 316 p. (ISBN 88-210-0565-8, présentation en ligne).

« Douze ans en Éthiopie, tome II : Table des matières », sur Torrossa : the online bookstore
- Arnauld d'Abbadie et Jeanne-Marie Allier (dir. et Introduction et notes), Douze ans dans la Haute-Éthiopie (Abyssinie), vol. 3, Rome, Città del Vaticano, coll. « Studi e Test » (no 304), 1983, 288 p. (ISBN 88-210-0526-7, présentation en ligne).

« Douze ans en Éthiopie, tome III : Table des matières », sur Torrossa : the online bookstore
- Arnauld d'Abbadie et Jeanne-Marie Allier (dir. et Introduction et notes), Douze ans dans la Haute-Éthiopie (Abyssinie), vol. 4, Rome, Città del Vaticano, coll. « Studi e Test » (no 391), 1999, 458 p. (ISBN 88-210-0696-4, présentation en ligne).

« Douze ans en Éthiopie, tome IV : Table de matières », sur Torrossa : the online bookstore
Les tomes II à IV sont également disponible par téléchargement.
- Arnauld d'Abbadie et Jeanne-Marie Allier, Douze ans dans la Haute-Éthiopie (Abyssinie) [Vol. 2], vol. 2, Rome, Città del Vaticano, coll. « Studi e Test », 1980, 332 p. (lire en ligne).

- Arnauld d'Abbadie et Jeanne-Marie Allier, Douze ans dans la Haute-Éthiopie (Abyssinie) [Vol. 3], vol. 3, Rome, Città del Vaticano, coll. « Studi e Test », 1983, 308 p. (lire en ligne).

- Arnauld d'Abbadie et Jeanne-Marie Allier, Douze ans dans la Haute-Éthiopie (Abyssinie) [Vol. 4], vol. 4, Rome, Città del Vaticano, coll. « Studi e Test », 1999, 476 p. (lire en ligne).

Dans ces volumes de souvenirs, on peut y lire des descriptions de la vie quotidienne, de la vie militaire, des récits de batailles et de stratégie militaire, des portraits de nombreux Éthiopiens, des descriptions de chevaux, etc.